# Sørsteinen
Der Sørsteinen (norwegisch für Südstein) ist ein 2580 m hoher Nunatak im ostantarktischen Königin-Maud-Land. Er ragt südlich der Steingarden am südöstlichen Ende des Fimbulheimen auf.
Wissenschaftler des Norwegischen Polarinstituts benannten ihn 1968.